# آبدارشاه
آبدارشاه یک مجموعه تلویزیونی محصول سال ۱۳۷۹ به کارگردانی رحیم رحیمی‌پور و به تهیه کنندگی علی اکبر کرد می‌باشد که از شبکه ۲ پخش شد. این مجموعه در ۱۳ قسمت ۴۵ دقیقه‌ای تهیه شد.

## بازیگران
- حسین پناهی
- آتش تقی‌پور
- رضا بنفشه‌خواه
- عباس محبوب
- سیامک اشعریون
- فتحعلی اویسی
- سروش خلیلی
- بیژن بنفشه‌خواه
- رشید اصلانی
- پردیس افکاری
- رضا بابک
- ثریا قاسمی
- اکبر عبدی